# Universal Media Disc
Universal Media Disc (forkortet UMD) er et optisk medie udviklet af Sony til brug på deres håndholdte konsol, PSP. Den kan rumme op til 1.8 GB data, hvilket kan være film, spil, musik eller en kombination af disse.